# 181-я истребительная авиационная дивизия
181-я истреби́тельная авиацио́нная Ченстоховская ордена Кутузова диви́зия (181-я иад) — соединение Военно-Воздушных сил (ВВС) Вооружённых Сил РККА, принимавшее участие в боевых действиях Великой Отечественной войны.

## Наименования дивизии
- 181-я истребительная авиационная дивизия;
- 181-я истребительная авиационная Ченстоховская дивизия;
- 181-я истребительная авиационная Ченстоховская ордена Кутузова дивизия;
- 181-я истребительная авиационная Ченстоховская ордена Кутузова дивизия ВВС ВМФ;
- 181-я истребительная авиационная Ченстоховская ордена Кутузова дивизия ПВО;
- Полевая почта 27855.

## Создание дивизии
181-я истребительная авиационная дивизия сформирована 24 июля 1944 года на основании Приказа НКО СССР приданием авиационных полков.

## Расформирование дивизии
181-я истребительная авиационная Ченстоховская ордена Кутузова дивизия была расформирована 30 марта 1958 года в составе Крымского корпуса ПВО

## В действующей армии
В составе действующей армии:
- с 14 ноября 1944 года по 11 мая 1945 года.

## Командир дивизии
| Звание                | Имя                           | Период                  | Примечание                                                                      |
| --------------------- | ----------------------------- | ----------------------- | ------------------------------------------------------------------------------- |
| Полковник             | Иванов Василий Владимирович   | 24.07.1944 — 15.02.1945 | начальник политического отдела дивизии, временно исполнял обязанности командира |
| Генерал-майор авиации | Демидов Александр Афанасьевич | 16.02.1945 — 01.08.1945 |                                                                                 |
| Полковник             | Нога Митрофан Петрович        | 00.11.1945 — 00.11.1947 |                                                                                 |
| Полковник             | Плещенко Григорий Петрович    | 01.05.1949 — 09.1950    |                                                                                 |

## В составе объединений
| Дата          | Фронт (округ)                        | Армия                   | Корпус                                 | Примечания     |
| ------------- | ------------------------------------ | ----------------------- | -------------------------------------- | -------------- |
| 24.07.1944 г. | Орловский военный округ              | ВВС округа              | -                                      | -              |
| 07.09.1944 г. | Резерв Верховного Главнокомандования | 6-я воздушная армия     | 3-й штурмовой авиационный корпус       | -              |
| 30.10.1944 г. | Резерв Верховного Главнокомандования | -                       | 3-й штурмовой авиационный корпус       | -              |
| 14.11.1944 г. | 1-й Украинский фронт                 | 2-я воздушная армия     | 3-й штурмовой авиационный корпус       | -              |
| 10.06.1945 г. | Центральная группа войск             | 2-я воздушная армия     | 3-й штурмовой авиационный корпус       | -              |
| 10.12.1945 г. | Таврический военный округ            | ВВС округа              | -                                      | -              |
| 12.09.1952 г. | Таврический военный округ            | ВВС округа              | 52-й истребительный авиационный корпус | -              |
| 25.04.1953 г. | Черноморский флот ВМФ СССР           | ВВС Черноморского флота | -                                      | -              |
| 01.01.1957 г. | ПВО страны                           | Одесский корпус ПВО     | Крымская дивизия ПВО                   | -              |
| 30.03.1958 г. | ПВО страны                           | Одесский корпус ПВО     | Крымская дивизия ПВО                   | расформирована |

| Як-7УТ | Як-9УМ | Як-7 |

## Части и отдельные подразделения дивизии
За весь период своего существования боевой состав дивизии претерпевал изменения, в различное время в её состав входили полки:
| Период                        | Части                                 | Примечание                 |
| ----------------------------- | ------------------------------------- | -------------------------- |
| 08.07.1944 г. — 30.03.1958 г. | 53-й истребительный авиационный полк  |                            |
| 08.07.1944 г. — 01.04.1947 г. | 306-й истребительный авиационный полк |                            |
| 14.08.1944 г. — 30.03.1958 г. | 355-й истребительный авиационный полк |                            |
| 14.12.1945 г. — 20.02.1949 г. | 728-й истребительный авиационный полк | переименован в 925-й иап   |
| 20.02.1949 г. — 30.03.1958 г. | 925-й истребительный авиационный полк | переименован из 728-го иап |

## Участие в операциях и битвах
- Сандомирско-Силезская операция с 12 января 1945 года по 3 февраля 1945 года.
- Нижне-Силезская наступательная операция с 8 февраля 1945 года по 24 февраля 1945 года.
- Верхне-Силезская наступательная операция с 15 марта 1945 года по 31 марта 1945 года.
- Берлинская наступательная операция с 16 апреля 1945 года по 8 мая 1945 года.
- Пражская операция с 6 мая 1945 года по 11 мая 1945 года.

## Почётные наименования
- 181-й истребительной авиационной дивизии за отличие в боях при овладении городами Ченстохова, Пшедбуж и Радомско Приказом НКО № 013 от 19 февраля 1945 года на основании Приказа ВГК № 225 от 17 января 1945 года присвоено почётное наименование «Ченстоховская»[9].
- 53-му истребительному авиационному полку за отличие в боях при овладении городами Сосновец, Бендзин, Домброва-Гурне, Челядзь и Мысловице — крупными центрами Домбровского угольного района Приказом НКО от 5 апреля 1945 года в соответствии с Приказом ВГК № 259 от 27.01.1945 г. присвоено почётное наименование «Домбровский»[10].
- 306-му истребительному авиационному полку pа отличие в боях при овладении в Домбровском угольном районе городами Катовице, Семяновиц, Крулевска Гута (Кенигсхютте), Миколув (Николаи) и в Силезии городом Беутен Приказом НКО от 5 апреля 1945 года в соответствии с Приказом ВГК № 261 от 28 января 1945 года присвоено почётное наименование «Катовицкий»[11].

## Награды
- 181-я истребительная авиационная Ченстоховская дивизия Указом Президиума Верховного Совета СССР от 26 апреля 1945 года за образцовое выполнение заданий командования в боях с немецкими захватчиками при овладении городами Нейссе и Леобшютц и проявленные при этом доблесть и мужество награждена орденом Кутузова II степени[12].
- 53-й истребительный авиационный Домбровский полк за образцовое выполнение боевых заданий командования в боях при прорыве обороны немцев и разгроме войск противника юго-западнее Оппельна и проявленные при этом доблесть и мужество Указом Президиума Верховного Совета СССР от 26 апреля 1945 года награждён орденом «Александра Невского»[12].
- 306-й истребительный авиационный Катовицкий полк за образцовое выполнение боевых заданий командования в боях при прорыве обороны немцев и разгроме войск противника юго-западнее Оппельна и проявленные при этом доблесть и мужество Указом Президиума Верховного Совета СССР от 26 апреля 1945 года награждён орденом «Богдана Хмельницкого II степени».
- 355-й истребительный авиационный полк за образцовое выполнение боевых заданий командования в боях при очищении от противника Домбровского угольного района и южной части промышленного района немецкой Верхней Силезии и проявленные при этом доблесть и мужество Указом Президиума Верховного Совета СССР от 5 апреля 1945 года награждён орденом «Александра Невского»[12].
- 355-й истребительный авиационный ордена Александра Невского полк за образцовое выполнение боевых заданий командования в боях с немецкими захватчиками при овладении городами Ратибор и Бискау и проявленные при этом доблесть и мужество Указом Президиума Верховного Совета СССР от 26 апреля 1945 года награждён орденом «Кутузова III степени».

## Благодарности Верховного Главнокомандования
За проявленные образцы мужества и героизма Верховным Главнокомандующим дивизии объявлены благодарности:
- за овладение городами Ченстохова, Пшедбуж и Радомско[13]
- за прорыв обороны немцев и разгром войск противника юго-западнее Оппельна[14]

## Отличившиеся воины дивизии
- Ерёмин Алексей Устинович, подполковник, командир 355-го истребительного авиационного полка 181-й истребительной авиационной дивизии 3-го штурмового авиационного корпуса 2-й воздушной армии Указом Президиума Верховного Совета СССР от 27 июня 1945 года удостоен звания Герой Советского Союза. Золотая Звезда № 7711.

## Базирование
| Период                  | Аэродромы                 |
| ----------------------- | ------------------------- |
| 05.1945 — 27.07.1945    | Болеславец, Германия      |
| 27.07.1945 — 09.11.1945 | Будапешт, Венгрия         |
| 10.12.1945 — 01.01.1954 | Джанкой, Крымская область |
| 01.01.1954 — 30.03.1958 | Евпатория, Крым           |

| МиГ-17 | МиГ-15 | МиГ-17 |

## Статистика боевых действий
Всего за годы Великой Отечественной войны дивизией:
| Выполнено боевых вылетов | Сбито самолётов в воздухе | Уничтожено самолётов всего | Потеряно лётчиков | Потеряно самолётов |
| ------------------------ | ------------------------- | -------------------------- | ----------------- | ------------------ |
| 8582                     | 285                       | 360                        | 36                | 59                 |

## Известные люди служившие в дивизии
- Куликов Серафим Михайлович — лауреат Ленинской (1962), Сталинской и Государственной премий, кандидат технических наук (1968).